# Vester Nebel Kirke (Esbjerg Kommune)
 For alternative betydninger, se Vester Nebel Kirke. (Se også artikler, som begynder med Vester Nebel Kirke)
Vester Nebel Kirke ligger i den nordlige del af landsbyen Vester Nebel ca. 9 km NØ for Esbjerg (Region Syddanmark).

## Eksterne kilder og henvisninger
- Vester Nebel Kirke på KortTilKirken.dk
- Vester Nebel Kirke i bogværket Danmarks Kirker (udg. af Nationalmuseet)